# 899년

## 연호
- 당(唐) 광화(光化) 2년
- 일본(日本) 쇼타이(昌泰) 2년

## 기년
- 당(唐) 소종(昭宗) 11년
- 신라(新羅) 효공왕(孝恭王) 3년
- 발해(渤海) 대위해(大瑋瑎) 6년
- 후백제(後百濟) 견훤(甄萱) 8년
- 태봉(泰封) 궁예(弓裔) 5년

## 탄생
- 고려의 승려 혜거국사